# Hôtel de Navarre
El hotel de Navarre es un antiguo hôtel particulier parisino, ubicada en el 47-49 de la rue Saint-André-des-Arts, en el VI Distrito. Se dividió entre el  hôtel de Villayer u hôtel de Vieuville y el hôtel de Châteauvieux que fueron construidos en 1728.

## Historia

### Hotel en Navarra

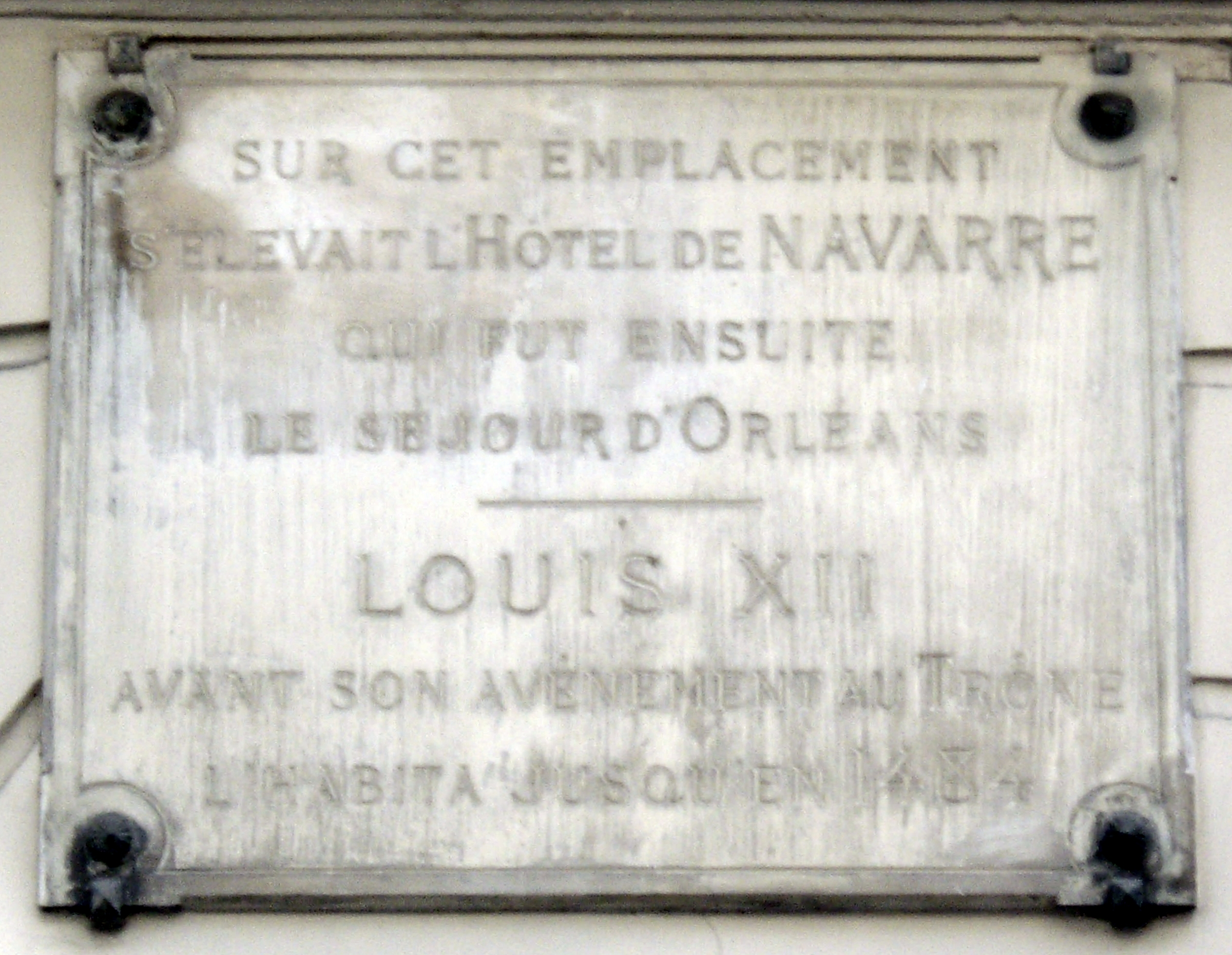
Placa en el n°49.

Desde 1257, el rey Teobaldo II de Navarra, poseía unos terrenos en este lugar e hizo construir allí una casa, que se terminó en 1260. Su viuda Isabel de Francia, no se aprovecharía de ella ya que muere en 1271. Blanca de Artois, reina de Navarra, viuda de Enrique I de Navarra y segunda esposa del conde Edmundo de Lancaster, hijo de Enrique III de Inglaterra, murió allí en 1302. El hotel perteneció después a su hija Juana I de Navarra, esposa del rey Felipe IV de Francia, en 1285. Tras la muerte de Juana en 1305, el Hotel pasó a su hijo Luis X de Francia y de este a su hija Juana II de Navarra, en 1316. Su nieto, Jean lo vendió a su hermano Philippe, duque de Orleans y el hotel se convirtió en la residencia de los duques de Orleans, Delfines de Francia o hermanos del rey (inscripción en el n.º 49). Allí residió Valentín de Milán, esposa del duque de Orleans. Esta propiedad y la de n.º 49 fueron los únicos dos que van desde n 51 hasta la rue de l'Éperon. En n.º 49, una placa adherida a la pared del edificio recuerda: “En este sitio se encontraba el Hôtel de Navarre, que más tarde fue la residencia de Orleans. Luis XII antes de su acceso al trono vivió allí hasta 1484". 
Allí vivió Jacques de La Guesle, un caballero culto. Su desgracia fue actuar como introductor de Jacques Clement, en el gabinete de Enrique III, sin sospechar los planes del asesino. Estuvo muy apegado a este rey así como a Enrique IV y murió en 1612. Después de él sus herederos compartieronn la propiedad.

### División en dos hoteles
Se dividió en 1640. La mayor parte, el n 49, pasa al conde de Châteauvieux, que había casado a Marie de la Guesle y luego a su yerno, el duque o marqués de Vieuville. En este hotel de Châteauvieux se cenaba en 1691 por 30 soles. Entonces costaba un tercio menos comer en Coq-Hardi o Trois-Chapelets, en la misma calle donde también se encontraba el inventor de los patés de jamón, un hombre llamado Jacquet. La otra parte se convirtió en el hôtel de Vieuville.

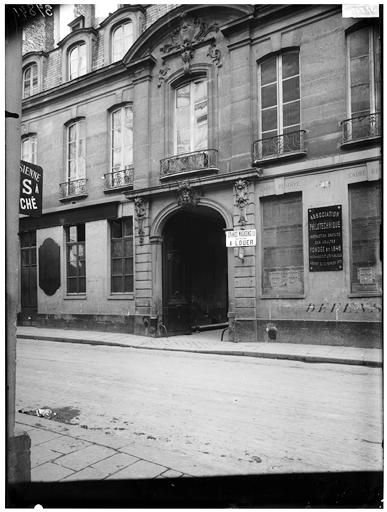
Foto en 1900.

Las fachadas de estas mansiones fueron rehechas en 1728, adornadas con herrajes muy bonitos de estilo Luis XV. 
El hotel de Villayer, también conocido como hotel en Vieuville fue catalogado como monumento histórico en 1926 por su puerta, hojas y balcón a la calle. Este es contemporáneo al hotel Châteauvieux.
La portada se remata con un frontón intercalado, a ambos lados, por pilastras con tabiques. Un mascarón con cabeza de fauno, rodeado de hojas de hiedra, asoma a la puerta. Los diversos motivos que adornan las consolas, el tímpano y la puerta están inspirados en conchas y motivos vegetales, en el " jardín de piedras en boga bajo Luis XV. La fachada privilegia las líneas horizontales, una sola planta, cornisas y faja en toda su longitud. A la derecha, al fondo del patio, edificio de planta redonda rematado con cúpula, de una sola planta, cubiertas abuhardilladas. Ambos hoteles fueron presentados sobre las puertas por François Boucher. Las palmetas de este hotel están especialmente bien diseñadas. Los tres pisos superiores de la fachada presentan una ruptura estilística con la de los niveles inferiores. Las coronas de laurel y las volutas que enmarcan la ventana del centro de la fachada parecen del XIX XIX . Fue levantada y transformada después de su construcción. Su fachada favorece las líneas verticales, varios pisos, ventanas estrechas, pilastras de altura completa. Las dos partes todavía están unidas durante algún tiempo en 1738 por la adjudicación del hôtel de Châteauvieux en beneficio de Renouard, conde de Villayer y Auteuil, consejero del rey, maestro de solicitudes, que llegó al otro hotel después de la familia du Tillet de parlamentarios y eclesiásticos que ya poseían al otro lado.
Los dos hoteles volvieron a estar separados y ocupados por libreros.
Palin de la Blancherie trajo allí el Salon de la Correspondance, que había fundado en 1778 en el Collège de Bayeux, rue de la Harpe. Era una especie de competencia con los salones del Louvre. Allí se exhibieron obras contemporáneas, así como antiguos maestros de colecciones privadas. Este salón duró hasta 1787.
El 4 de enero de 1776, el notario François Brichard abrió aquí su despacho notarial, el n° XXIII. Era el propietario del hotel y tenía como clientes al pintor Quentin de La Tour, Le Peletier de Saint-Fargeau, De Rosambo, De Monaco, De Lorraine, de Durfort, de Vaudémont, de Duras, Sénac de Meilhan, así como al duque de Orleáns. Durante la Revolución, fue miembro del Club Cordeliers y capitán de batallón. Acusado de ocultar fondos a los emigrantes, fue guillotinado el 11 de febrero de 1794 y sus bienes vendidos.
En 1910, se estableció allí la Escuela de Psicología.